# カティア・ポズン
- カトヤ・ポズン

カティア・ポズン（Katja Požun, 1993年4月7日 - ）は、スロベニア・トルボヴリェ出身のスキージャンプ選手。カトヤ・ポズンと表記されている媒体も存在する。

## 経歴
2011年12月3日、ノルウェー・リレハンメル大会でスキージャンプ・ワールドカップ初出場（7位）。2012年2月4日のオーストリア・ヒンツェンバッハで初表彰台（2位）。
2014年ソチオリンピック代表に選ばれ一本目17位から二本目は7位となる好ジャンプで11位、2013/14シーズンのノルウェー・オスロ大会で2シーズンぶりの表彰台（2位）に登った。

## 主な競技成績

### 冬季オリンピック
- 2014年ソチ大会（ ロシア）
  - 個人HS106 - 11位

### ノルディックスキー世界選手権
- 2013年ヴァル・ディ・フィエンメ大会（ イタリア）
  - 個人HS106 - 18位

### FISスキージャンプ・ワールドカップ
- ワールドカップ(2位 1回、3位 1回)※2015年1月12日時点
- 初出場: 2011年12月3日  ノルウェー・リレハンメル大会 - 7位

#### 総合成績
| 個人総合成績 | 個人総合成績 | 個人総合成績 | 個人総合成績 | 個人総合成績 | 個人総合成績 |
| シーズン     | 総合         | 優勝         | 準優勝       | 3位          | 備考         |
| ------------ | ------------ | ------------ | ------------ | ------------ | ------------ |
| 2011/12      | 7位          | 0回          | 0回          | 1回          |              |
| 2012/13      | 6位          | 0回          | 0回          | 0回          |              |
| 2013/14      | 12位         | 0回          | 1回          | 0回          |              |
| 2014/15      | 30位         | 0回          | 0回          | 0回          |              |
| 2015/16      | 23位         | 0回          | 0回          | 0回          |              |
| 合計         | ---          | 0回          | 1回          | 1回          |              |

#### 表彰台
| 個人表彰台 | 個人表彰台 | 個人表彰台       | 個人表彰台 | 個人表彰台 | 個人表彰台 |
| シーズン   | 開催日     | 開催地           | ヒルサイズ | 成績       | 備考       |
| ---------- | ---------- | ---------------- | ---------- | ---------- | ---------- |
| 2011/12    | 2月4日     | ヒンツェンバッハ | 94         | 3位        |            |
| 2013/14    | 3月8日     | オスロ           | 134        | 2位        |            |

### その他の国際大会
- ノルディックスキージュニア世界選手権 - ジュニア世界選手権メダリスト一覧も参照。
  - 2006年 スロベニア・クラーニ大会 - 個人HS109 14位
  - 2007年 イタリア・タルヴィージオ大会 - 個人HS100 14位
  - 2008年 ポーランド・ザコパネ大会 - 個人HS94 3位
  - 2012年 トルコ・エルズルム大会 - 個人HS109 19位、団体HS109 3位
  - 2013年 チェコ・リベレツ大会 - 個人HS100 3位、団体HS100 優勝